# Budgie (entorno de escritorio)
Budgie es un entorno de escritorio que utiliza tecnologías de GNOME como GTK + (> 3.x) y está desarrollado por el proyecto Solus y por colaboradores de numerosas comunidades como Arch Linux, Manjaro Linux y Ubuntu Budgie. El diseño de Budgie enfatiza la simplicidad y la elegancia.

## Utilización
El escritorio Budgie se integra estrechamente con GNOME, empleando tecnologías subyacentes para ofrecer una experiencia de escritorio alternativa. Las aplicaciones Budgie habitualmente usan GTK y barras de encabezado similares a las aplicaciones de GNOME. 
Budgie crea automáticamente una lista de favoritos a medida que el usuario trabaja, moviendo categorías y aplicaciones hacia la parte superior de los menús cuando se usan.

## Historia
Fue creado por Ikey Doherty como el entorno de escritorio predeterminado para su nueva distribución de Linux, EvolveOS, la cual eventualmente cambió su nombre a Solus. La intención era utilizar componentes de GNOME para crear un entorno de escritorio más ligero y tradicional que aún conservara la mayoría de las características que GNOME ofrecía en ese momento. 
Budgie tendría una serie de lanzamientos en 2015, culminando en la versión 10 lanzada en diciembre de ese año, una reescritura completa de la base de código en el lenguaje de programación Vala. 
El escritorio pronto se expandiría a distribuciones además de Solus, con SparkyLinux y Manjaro adoptando el entorno de escritorio en 2015. Arch Linux, Ubuntu y Void Linux seguirían en 2016, con una edición "remix" dedicada para Ubuntu siendo creada, eventualmente renombrada como Ubuntu Budgie cuando Canonical la adoptó como un sabor oficial.
El desarrollo fue anunciado el 14 de diciembre de 2013, y la primera versión pública fue lanzada poco después, el 17 de febrero de 2014.
Las primeras versiones de Budgie eran lentas y propensas a tener errores. Con el tiempo, la velocidad y fiabilidad han mejorado.
Doherty haría su última contribución al repositorio el 26 de junio de 2018. Más tarde, el 27 de octubre de 2018, se anunció que Doherty había dejado de comunicarse con el resto del equipo de Solus por razones desconocidas, dejando a Solus (y por ende a Budgie) sin un desarrollador líder. 
Joshua Strobl, uno de los miembros del recién formado equipo central de Solus y un contribuyente activo a Budgie, asumió la responsabilidad de continuar el desarrollo de Budgie después de la partida de Doherty.
Budgie v1 fue lanzado el 18 de febrero de 2014 y la v10 el 27 de diciembre de 2015. El esquema de versiones cambió desde entonces, siendo la versión actual 10.5.
El 1 de enero de 2022, Strobl renunció a Solus y fundó Buddies of Budgie, una nueva organización para el desarrollo de Budgie, junto con otros contribuyentes activos. Bajo esta nueva organización, el desarrollo de Budgie se enfocó en mejorar la experiencia en todas las distribuciones que incluyeran Budgie, alejándose del enfoque exclusivo en Solus. La primera versión bajo esta nueva organización fue la v10.6, lanzada el 6 de marzo de 2022.
El escritorio recibiría lanzamientos incrementales en 2022. Durante este tiempo, contribuyentes al proyecto que habían dejado de estar involucrados con Solus comenzaron a contribuir a otras distribuciones de Linux. Destacablemente, Joshua Strobl comenzó a contribuir a Fedora Linux, lo que llevó a la inclusión de Budgie en los repositorios de Fedora y la aprobación de un spin de Fedora Budgie para ser lanzado con Fedora 38.
En 2023 se lanzaría la v10.7, el segundo lanzamiento importante bajo Buddies of Budgie, y la inclusión del conjunto de paquetes Budgie tanto en FreeBSD, el primer derivado de BSD en incluir el escritorio, como en NixOS.

## Distribuciones que son compatibles con Budgie
Las distribuciones Linux que utilizan el escritorio Budgie son:
| Base Debian (DEB)                                                                          | Base Red Hat (RPN) | Base Arch (PacMan)                                      | Base openSUSE (Zypper) | Otros Núcleos | Sistemas GNU/Linux-libre |
| ------------------------------------------------------------------------------------------ | ------------------ | ------------------------------------------------------- | ---------------------- | ------------- | ------------------------ |
| Ubuntu Budgie Sparky Devuan (Desconocido) Spiral Ultimate Edition ExTiX Ubuntu DesktopPack | Fedora Ultramarine | Manjaro EndeavourOS Arco Ultimate Edition Archman Namib | GeckoLinux             | Solus         | Trisquel                 |